# 浪速號防護巡洋艦
浪速号防护巡洋舰（日语：浪速 なにわ/なには）是旧日本海軍的第一艘防护巡洋舰（二等巡洋舰），为浪速级防护巡洋舰（日方称为“浪速型防護巡洋艦”）的首舰。
浪速号与其姊妹舰高千穂號在甲午战争中作为日本联合舰队的重要战力与清朝北洋舰队作战。在10年后的日俄战争中，已经显得老旧的浪速号只是参加了一些比较次要的战斗。
本舰的舰名来源于大阪市（原攝津國大阪）的古称“浪速”。

## 设计和概述

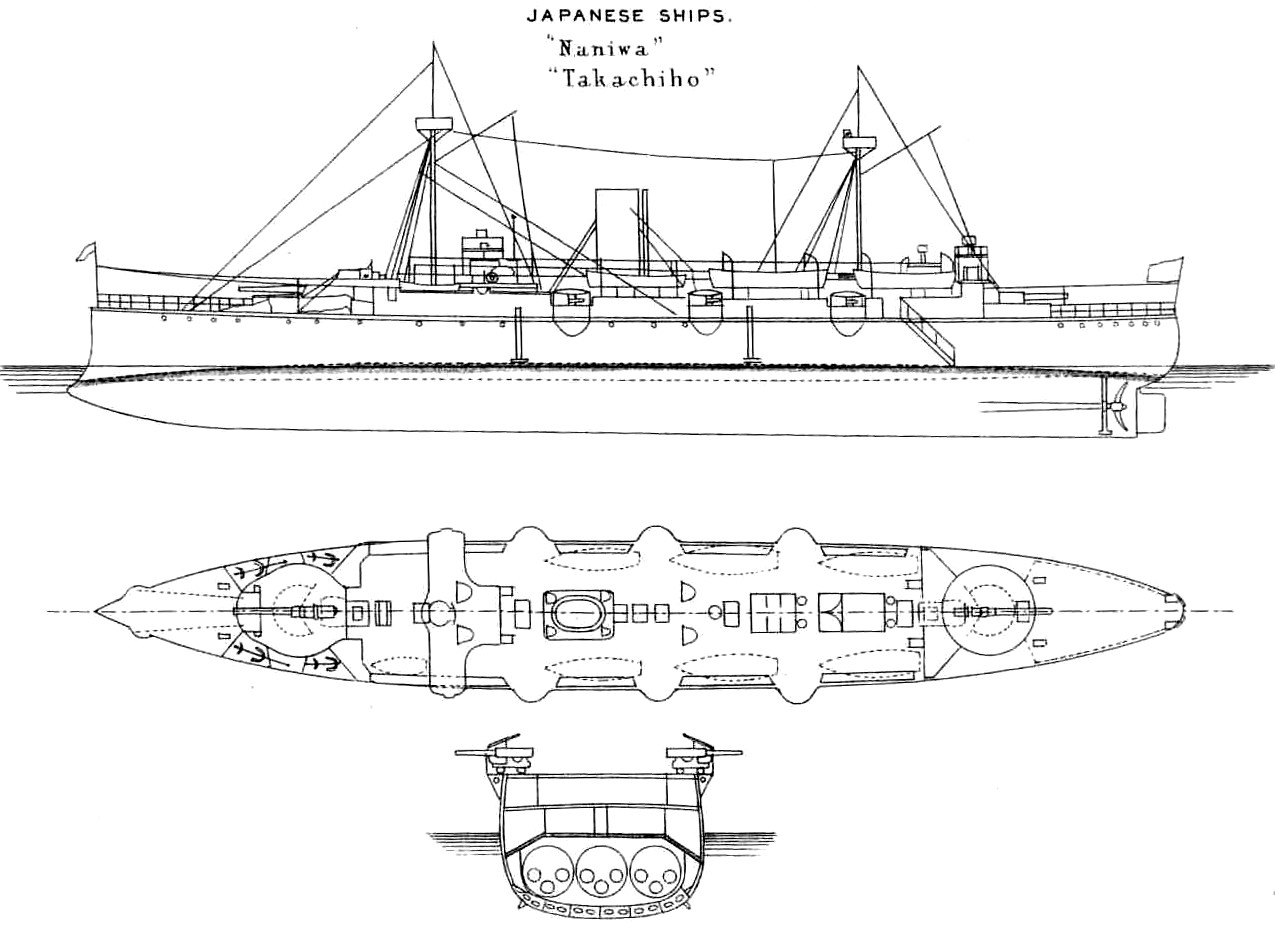
浪速号左视图及顶视图

十九世纪80年代，阿姆斯特朗-惠特沃斯公司自行设计了革命性的埃尔斯维克级巡洋舰，这也是世界上第一款真正的防护巡洋舰。根据这款设计而建造的智利埃丝梅拉达号在世界范围内引起了一阵风潮，日本海军也不例外，同样倾心于这款设计所具有的高航速、装甲防护以及强大的火力，同时价格也相对较低。价格的因素尤为重要，因为此时的日本尚无力添购昂贵的前无畏舰。1883年（明治16年）2月24日，海军卿川村純義海军中将提交的海军扩张八年计划提案，希望从1883年度开始陆续新造“大舰”5艘，预计花费750万日元。经过一番修改，最终敲定于明治16-18年度建造“大舰”3艘。时为日本海军造船负责人的佐双左仲为此接洽英方，商议购买两艘同类军舰。阿姆斯特朗-惠特沃斯公司根据日方的要求进行了修改，1883年财年日方正式下达订单。两舰建成后，时人均认为这两舰为当时世界上最先进、也最强大的巡洋舰。
浪速号为全钢舰体，采用高干舷平甲板设计，以提高适航性，双桅单烟囱，两舷有高大舷墙掩护。舰身区分为多个隔舱，底部为双层船底。动力系统为两座双汽缸两段膨胀式蒸汽机，由6座圆形锅炉提供动力，驱动两根推进轴，设计航速18節（33每小時）。
浪速号建造之初，装备了两门克虏伯35倍径260毫米架退炮，射界240度；弹重275公斤，射程12200米，每门炮备弹100发。两门一前一后分别安装在艏艉的旋转炮台上，采用法式前部敞开式炮罩，装甲厚度1.5英寸（38），后部完全封闭，前部敞开，方便观测、瞄准。副武器则为6门35倍径150毫米火炮，射界130度，每门炮备弹75发，全部安装在主甲板的半圆形耳台上，采用英式后部敞开式炮盾，装甲厚度同样是1.5英寸（38）。轻武器包括6门哈奇开斯6磅速射炮，10门諾典飛爾德一吋砲和4门11毫米10管諾典飛爾德炮。另外主甲板上还安装有14英寸（356）怀特黑德（又译“白头”）鱼雷发射管。同时按照当时的海军惯例，浪速号还安装有舰艏冲角。甲午战争结束后，日本海军为了统一武器弹药型号，而将浪速号舰上武器改换为8门6英寸（152）速射炮。
本舰装甲防护比起和泉号要稍好一些，煤舱环绕着关键区域布置，以提升防护能力。司令塔在前桅之后，横跨两舷的平台上，装甲厚1.5英寸（38）。

## 舰历

### 建成至早期
1884年（明治17年）3月22日，英国阿姆斯特朗-惠特沃斯公司开始了浪速的建造。同月27日，日本方面将正在英国建造的两艘巡洋舰定名为“浪速”、“高千穗”。
1885年（明治18年）3月10日（一说3月18日）本舰下水，山階宮（即日后的東伏見宮依仁親王）出席了仪式。5月26日，日方将浪速、高千穗两舰分类为二等舰。
1886年（明治19年）2月15日，本舰建成。3月24日，浪速起航返回日本，然而在河口发生故障，只得再度返回修理，28日重新出发，沿途经过地中海、苏伊士运河、新加坡，6月26日抵达东京品川。这也是日本外购军舰中第一艘完全由日本本国的乘员驾驶返回日本的舰艇。同年11月29日，明治天皇偕昭憲皇后从橫濱港搭乘浪速，前往橫須賀港。回程时天皇夫妇则是搭乘高千穗回横滨港。
1887年（明治20年）1月25日，明治天皇及皇后一行以浪速为御召舰，从横滨港启程前往京都行幸。27日中午过后，天皇夫妇在神户港下船，前往京都。2月23日，天皇夫妇从爱知县武丰港登上浪速，2月24日0630返回横滨港。同年3月，浪速一度担任英照皇太后的御召舰。
1888年（明治21年）10月15日，天皇夫妇原定于当天搭乘浪速赴橫須賀造船所出席日本国产无防护巡洋舰高雄的下水仪式，明治因故未能成行，只有皇后出席了仪式。昭宪皇后从横滨港登上浪速前往横须贺，仪式结束后又搭乘浪速返回。
1890年（明治31年）8月23日，日本海军将浪速列入橫須賀鎮守府籍，归类为“第一种”。
1893年1月，夏威夷的美国移民在美国领事馆和当地海军陆战队驻军支持下发动政变，建立夏威夷共和國。日本方面闻知事变立即调动海军舰艇前往夏威夷檀香山护侨。同年2月23日，浪速抵达檀香山与早一步抵达的金剛会合。美国对日本的军事行动大为不满，甚至有内部报告指责浪速载运有武器入境。同年12月，浪速第二次出航前往夏威夷时，美国出兵支持王国政府复辟的传闻甚嚣尘上，浪速以及英国巡防舰冠军号各自派出陆战队登陆保护各自在当地的侨民。在动乱之中，一名被判有谋杀罪的日本人从监狱逃脱，并逃到浪速舰上寻求庇护。时任浪速舰长东乡平八郎海军大佐拒绝向夏威夷临时政府交出嫌犯，宣称本舰为日本领土，而且日本政府并不承认夏威夷临时政府为合法政府。此事引发了日本和美国的外交危机。

### 甲午战争
1894年，中日之间因为朝鲜问题而关系日趋紧张。7月19日，日本向清朝发出最后通牒；清朝一方并未回应。7月25日，最后通牒期限已过，两国已经进入实质性的战争状态，但日本政府仍未正式发出宣战声明，因此第三国仍未知晓此一事态。
1894年7月25日，吉野、秋津洲、浪速三舰组成的第一游击队前往朝鲜西北海岸的豐島一带寻找通报舰八重山、风帆护卫舰武藏，却于此处遭遇清军北洋舰队巡洋舰濟遠、广乙。07:45吉野开始攻击，07:52济远还击；07:55秋津洲开火，07:56队形最后的浪速加入战团。日军无论火力、航速均优于清军，因此轻易压倒了清军，济远很快受到命中，多名军官阵亡。07:58，广乙冲向吉野，吉野紧急转向回避；广乙转为攻击秋津洲，后者遂转换目标至迫近的广乙，尾随其后的浪速也紧跟着炮击广乙。广乙冒着两艘日舰的炮火，一度突击到距离浪速舰艉3、400米处，浪速一面转向，一面用左舷火力攻击，几分钟内发射260毫米炮2发、150毫米炮4发、57毫米炮7发、小口径机关炮弹232发；广乙伤亡惨重，未能成功发射鱼雷即被迫撤退。约08：00，日舰不理会已经重伤的广乙，调头追击济远。途中日舰发现了载运着1000多名陆军士兵往牙山行驶的运输船高升号。09：15浪速发出信号要求高升号停止，并鸣炮示警。09：47第一游击队司令坪井航三海军少将决定由浪速俘获高升号，吉野、秋津洲两舰则继续追击济远。10：00左右，浪速抵达高升400米处，右舷对准高升；同时用舢板载运人见善五郎海军大尉到高升号上，命令其尾随浪速。高升号上的中国军人拒绝投降，13：00浪速在距离高升150米处发射一枚右舷鱼雷，没有命中。于是浪速改用火炮射击，共对高升号发射260毫米炮弹2发、150毫米炮弹9发，高升号锅炉爆炸并沉没。随后浪速对高升及落水清军官兵发射1125发小口径炮弹，同时放下舢板搜救欧洲人，并射杀清军士兵。吉野、秋津洲追击济远无果，遂调头返回，与浪速一同押解着截获的清朝运输船操江号离去。战斗中广乙一颗炮弹击穿浪速左舷，在舰体内部穿过，击毁后部备用锚，击伤锚机。由于高升号当时悬挂着英国国旗，日军的攻击导致英日之间一度出现外交风波，然而英国政府事后认定清朝首先违反了《中日天津会议专条》擅自向朝鲜增兵，因此日本不宣而战的行为是正当的。
同年8月9日，联合舰队向威海进发，意图寻找北洋舰队决战。浪速也参加了是次行动。9日夜，日军鱼雷艇队航至威海湾东口海中的日岛附近时，被北洋舰队的巡逻艇发现，日鱼雷艇队撤退。10日晨，联合舰队大队抵达。第二、第三游击队的二线军舰成单纵阵炮击威海海岸炮台，主队、第一游击队在外海待机。然而北洋舰队主力并不在港内，见诱敌无果，联合舰队退去。
同年9月17日，联合舰队主队及第一游击队在巡逻时，与在大东沟掩护陆军登陆的北洋舰队主力不期而遇。北洋舰队为引开日军注意力，随即离开登陆场与日舰战斗。12：55，第一游击队领舰吉野相距超勇、扬威3000米，开始炮击。后面的高千穗、秋津洲、浪速三舰由于射程不够，一开始是向定远、镇远开火。13：10以后，浪速中弹，舰艏主炮台下方水线带附近被击穿，造成少量进水。15：10铁甲舰扶桑一发240毫米炮弹击穿定远舰艏无防护区，引发定远号舰上大火，火势迅速蔓延到艏楼和主甲板处，全部舰艏武器均无法使用。第一游击队趁这一机会逼近定远进行射击。致远号冒险前出掩护定远号；在与第一游击队交火中，致远号多处被击穿，海水大量涌入，右倾30度。致远号向第一游击队发起冲锋，然而在中途爆炸沉没。16：16前后，第一游击队开始追击落单的经远号。16：48-17：03之间，经远号遭受了猛烈的攻击，其中17：03的一发命中使经远左舷水线装甲带拼合处被击中，装甲带破裂，部分脱落，甚至从吉野上就可以看到经远号的钢梁。这一击导致经远大量进水左倾。17：05左右高千穗、秋津洲、浪速三舰赶到，开始加入炮击。17：25经远号左侧大幅度倾斜，右螺旋桨露出水面；17：29向左倾覆沉没。随后第一游击队准备追击已经重创的来远、靖远两舰，不过17：45收到旗舰松岛的信号，遂放弃攻击返回。战斗结束时，浪速剩余260毫米炮弹167发、150毫米炮弹299发、机关炮弹65884发，弹药依然非常充足。
同年10月24-27日，联合舰队大举出动支援第二军登陆花园口进逼金州。浪速、秋津洲两舰则在威海方向侦察。26日驻扎在威海的北洋舰队得到消息称日本军舰在成山头附近出没，丁汝昌遂率领北洋舰队出海搜寻。这一行动为两舰所侦知，伊东于是率领舰队主力前出至长山群岛至海洋岛一带巡弋，以防北洋舰队袭击运输船。
1895年1月18日，日军第一游击队（吉野、秋津洲、浪速）为了配合山东作战军登陆龙须岛，而于15：00前后炮击登州城，作为佯攻。登州城守军用仅有的数门火炮还击，但没有命中记录。16：06日舰离去。次日三舰中午再次前往登州炮击，1500结束。
1895年1月上旬，日本陆海军制定了山东登录计划，决定以第三、第四游击队近程掩护运输船队在成山角登陆；陆军开始登陆的同时，本队、第一、第二游击队以及各鱼雷艇队将前往威海卫准备截击北洋舰队。1月19日，各队陆续从大连湾陆续出港，20日护送着第一批运输部队抵达预订的登陆场。1月底至2月初，日军逐步攻陷了威海卫的外围炮台，北洋舰队残存舰艇只能困守于威海卫泊地内。2月7日，伊东祐亨判断两次鱼雷艇袭击后，定远、来远、威远等主要舰艇坐沉，北洋舰队已经军心涣散，于是下令联合舰队总攻。第一游击队4舰跟随在本队后，同编为右军，单纵阵10节航速向威海湾东口前进，主要攻击刘公岛炮台；第二、第三、第四游击队共15艘为左军，目标为日岛炮台。0812，刘公岛炮台一发炮弹命中浪速，从右舷第六号煤舱射入，但因为是实心弹，没有爆炸，而是从左舷穿出，没有造成人员伤亡。2月8日21：00，第一游击队到威海湾东口警戒；23：00，4舰派出的舢板到达日岛至南帮间海域，开始破坏港口防材，以为日军舰队开路。一直苦苦支撑的威海卫清军在人员伤亡惨重、弹药告罄、援军又迟迟不至的情况下，被迫向日军投降。
随着威海卫的陷落，清朝北洋舰队已经全军覆没。日本开始着手进攻臺灣，为停战谈判赢得更多筹码。同年3月10日，日本为攻打台湾而组建的南方派遣舰队开始在佐世保集合，浪速也参加了是次行动。15日舰队开拨。3月23日06:00，第一游击队到达大山嶼東南的裏正角，09:30浪速首先对约6000米的大城北炮台展开炮击，其后日军各舰也加入炮击，清军炮台则还击。12:30，日军舰队本队与秋津洲转到炮台东面，浪速、高千穗两舰转移到炮台南方，掩护混成旅团登陆。3月24日06:00，一支日军陆战队从大城北炮台东南3000米处登陆，06:10遭到北炮台攻击，浪速、高千穗、嚴島三舰为了掩护日军登陆部队，遂向北炮台炮击；07:10得知日军已经攻占北炮台后，日舰停止了炮击。
《马关条约》签订后，清朝割让台湾等予日本。台湾当地士绅组织义军反对日本占领。为此日本调动军队决心武力占领台湾。同年5月22日，近衛師團7000名士兵分乘14艘运输船从日占旅顺出发，由常备舰队松島、浪速、高千穗、千代田等舰护卫下前往台湾；27日在冲绳岛中城湾与驻台总督樺山資紀海军大将搭乘的横滨丸会合。28日日落后日军抵达淡水湾，此时收到此前进行侦察的高千穗、浪速等舰的报告称“此处登陆不利”。桦山当即决定改变方向，从原定位置东南方的三貂角处登陆。29日14:00首批日军开始登陆，至31日登陆完毕。同年6月2日15:00，松岛、千代田、浪速、高千穗4舰于基隆外海集合，而当地守军未能确定来者身份，故而炮台没有射击。当天晚些时候，大岛加入舰队。3日08:51-09:13，因看到登陆日军从基隆东方高岭前进，日舰发空炮声援。大约同一时间，高千穗派出的侦察汽艇在八斗庄西北方海面受到锐字军二营的袭击，高千穗于是炮击该处守军。稍后社寮炮台开炮，1015仙洞炮台也开始攻击日舰。日舰还击，10：50日舰停止炮击，驶向深澳外海。4日12:30常备舰队与攻占了基隆的陆地部队取得联络，开始着手基隆港的扫雷作业。常备舰队引爆基隆港外的14颗水雷，6月17:00扫雷作业结束，日军从此可以直接从基隆港进行运输与补给。
同年10月10日06：00，南进军司令部及伏见旅团搭乘19艘运输船从彭湖出发，在浪速等两舰的护卫下，11：00在布袋嘴一带投锚并开始登陆；至11日，全部兵力登陆完毕。15日，常备舰队吉野、浪速、秋津洲、八重山、大和等舰炮击打狗的炮台，随后400名海军陆战队登陆占领了该处炮台。

### 间战时期

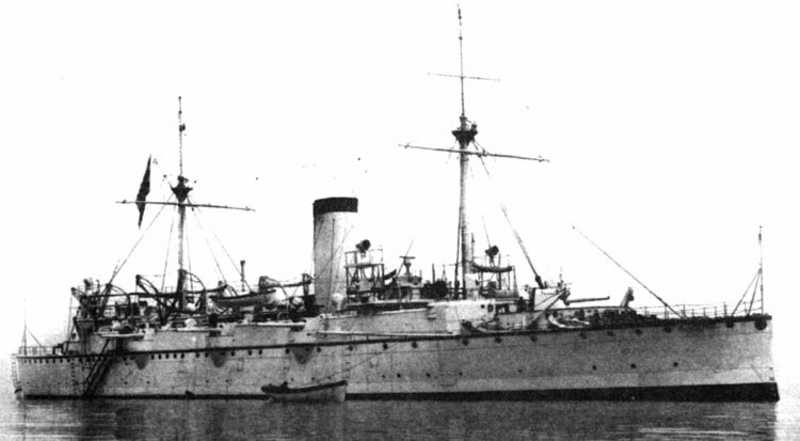
浪速号，摄于1898年

1897年（明治30年），夏威夷当地的反日情况逐渐加剧，2月起共和国当局多次禁止日本移民入境。4月15日，时任海軍大臣西鄉從道下令浪速再次前往夏威夷宣示武力。因此同年4月20日-9月26日，浪速再度奉命前往檀香山。美国方面则针锋相对地派出费城号监视浪速的行动。
1898年（明治31年）3月21日，日本海军制定了军舰及鱼雷艇类别表，将排水量3500吨以上、7000吨以下者列为二等巡洋舰。根据这一规定，共有9艘军舰划入二等巡洋舰之列，浪速也在其中。同年5月-8月美西战争期间，浪速奉命前往马尼拉保护当地日侨。
1900年，中国义和团运动兴起，浪速奉命驻扎于华北沿岸警戒，直到次年为止。

### 日俄战争
1903-1904年间，日本和俄国之间为了争夺在朝鲜的权益而展开了激烈的竞争。此时浪速因为已经比较老旧，而编列入第二舰队第四战队，战队司令为瓜生外吉海军少将。
1904年2月5日，已经停泊在仁川港一个多月、负责监视的日舰千代田收到了海军部发来的国交断绝的通告电报；7日11：55千代田起航出港。8-9日间，日本海军联合舰队主力对驻扎在旅顺港（俄方称亚瑟港）的俄国太平洋舰队发动攻击，日俄战争爆发。此时已经比较老旧的浪速没有参加对旅顺的进攻，而是在瓜生的第4战队旗下，护送装载着陆军士兵的运输船。8日早上，瓜生部队与千代田会合；瓜生决定由装甲巡洋舰淺間引导，让陆军先行上岸；17：30第四战队进入仁川港内。9日11:40，港内俄军防护巡洋舰瓦良格号和炮舰高丽人号拔锚。12:20浅间开始射击瓦良格号，随后各日舰相继开火；其中千代田、浪速、新高等舰炮击高丽人号。大约20分钟后，两艘俄舰不支被迫撤回港内，后自爆弃舰。浪速在战斗中没有受损记录。
同年8月9日，俄国太平洋舰队司令威廉·维特捷夫特海军中将准备率领旅顺分舰队突围。8月10日晚，驻扎在符拉迪沃斯托克（中文旧称海参崴）的符拉迪沃斯托克分舰队出海前去接应。14日，符拉迪沃斯托克分舰队与日军负责封锁海峡的第2战队遭遇。得到消息通报的第4战队浪速、高千穗两舰从釜山起航前来助战，并接替第2战队攻击已经身负重伤动力几乎全失的装甲巡洋舰留里克号，使得第2战队4艘装甲巡洋舰得以放手追击北逃的另两艘俄舰俄罗斯号和格罗莫鲍伊号。浪速、高千穗两舰击沉了留里克号，并打捞了落水者。
1905年5月27日，俄国第二太平洋舰队司令齐诺维·罗杰斯特文斯基海军中将率领舰队北上时，遭遇联合舰队主力拦截。双方的主力舰很快互相射击，而与此同时，日军轻型舰艇向俄军轻型舰艇也发起了攻击。此役浪速依然配属于第4战队。15:38第四战队转向以右舷对俄国巡洋舰射击，这段时间前后日舰遭到俄舰若干命中。日军第3、第4战队利用航速优势攻击，在16:00前后使俄军编队陷入了混乱。16:50，俄军主力舰为躲避日舰炮火而转向，正好为巡洋舰编队解围。日军的轻型舰艇顿时陷入苦战，17:00第4战队旗舰浪速在水线附近受到一发10英寸（254）炮弹命中，造成进水。18:30第四战队围攻俄国修理船勘察加号，随后围攻已经重创的苏沃洛夫公爵号。18:50由于夜色渐深第4战队脱离了战斗。当天浪速中弹数发，比较重要的中弹记录除了水线附近的一发外，另有一发击穿了上层甲板；乘员1人战死，9人负伤。次日（28日）09:30，第4战队参加了对俄军残存主力舰的最后围攻。17:50，第四战队及第二驱逐队发现逃亡中的迪米特里·顿斯柯伊号，多艘日舰对其展开围攻。迪米特里·顿斯柯伊号虽受重创仍顽强抵抗，29日早上在郁陵岛东南岸一带沉没。

### 结局
1912年（明治45年）6月26日1100左右，浪速前往北千島运送测量器材，途中在得撫島海湾触礁，冲角部分脱落。乘员于夜间上岸避难。日方派出工作舰关东、巡洋舰嚴島、风帆巡洋舰武藏、拯救船栗林丸前往救助，但依然无法成功脱离，并因为天气恶劣而于7月18日沉没。同年8月5日，从海军中除籍。1913年6月26日，日本方面将浪速的残骸出售。日后由横须贺工厂厂长坂本一海军中将等组成军法会议，判处当时的浪速舰长本田亲民海军大佐罚金700日元、当时的浪速航海长罚金400日元；本田本人则在晋升为海军少将后转入预备役。

## 历任舰长
下表系根据《日本海軍史》第9、10卷《将官履歴》，以及《官報》整理。

### 返航委员长
- 伊東祐亨 海军大佐：1885年4月23日 - 11月20日

### 舰长
- 伊東祐亨 海军大佐：1885年11月20日 - 1886年6月17日
- 矶边义 海军大佐:1886年6月23日 - 1888年4月26日
- 松村正命 海军大佐：1888年4月26日 - 1889年5月15日
- 角田秀松 海军大佐：1889年5月15日 - 1891年6月17日
- 新井有貫 海军大佐：1891年6月17日 - 12月14日
- 东乡平八郎 海军大佐：1891年12月14日 - 1894年4月23日
- 东乡平八郎 海军大佐：1894年6月8日 - 1895年2月16日
- 片冈七郎 海军大佐：1895年2月16日 - 12月27日
- 黒冈带刀 海军大佐：1895年12月27日 - 1897年12月27日
- 鹿野勇之進 海军大佐：1897年12月27日 - 1898年1月22日
- 遠藤喜太郎 海军大佐：1898年1月22日 - 3月1日
- 橋元正明 海军大佐：1898年3月1日 - 5月23日
- 三須宗太郎 海军大佐：1898年5月23日 - 12月3日
- 永峰光孚 海军大佐：1898年12月3日 -
- 斎藤孝至 海军大佐：1900年9月25日 - 12月6日
- 安原金次 海军大佐：1900年12月6日 - 1901年7月6日
- 吉松茂太郎 海军大佐：1901年7月6日 - 9月10日
- 野元纲明 海军大佐：1901年9月10日 - 1902年10月6日
- 伊地知季珍 海军大佐：1902年10月6日 - 1903年9月26日
- 和田賢助 海军大佐：1903年10月15日 - 1905年6月14日
- 广濑胜比古 海军大佐：1905年6月14日 - 8月31日
- 仙頭武央 海军大佐：1905年8月31日 - 12月12日
- 牛田从三郎 海军大佐：1905年12月12日 - 12月29日
- 上泉德弥 海军大佐：1905年12月29日 - 1906年12月24日
- 久保田彦七 海军大佐：1906年12月24日 - 1908年8月28日
- 上村翁輔 海军大佐：1908年8月28日 - 11月20日
- 西垣富太 海军大佐：1909年4月1日 - 1910年12月1日
- 原静吾 海军大佐：1910年12月1日 - 1911年12月1日
- 本田親民 海军大佐：1911年12月1日 - 1912年7月31日

## 同级舰
- 高千穂號防護巡洋艦